# Ornithogalum fimbriatum
Ornithogalum fimbriatum är en sparrisväxtart som beskrevs av Carl Ludwig von Willdenow. Ornithogalum fimbriatum ingår i släktet stjärnlökar, och familjen sparrisväxter.

## Underarter
Arten delas in i följande underarter:
- O. f. fimbriatum
- O. f. gracilipes